# Gael Faure
Pour les articles homonymes, voir Faure.
Gael Faure, premièrement orthographié Gaël Faure, est un auteur-compositeur-interprète français né le 7 juillet 1987 à Valence.

## Biographie

### Enfance
Sa famille est issue d'un chef de métayers de domaines du Nord Ardèche (Vivarais).[réf. nécessaire]
Gael Faure achète sa première guitare à quatorze ans et il commence à composer l'année suivante.

### L'expérience de la nouvelle Star
En 2005, il suit des études d'architecte paysagiste lorsqu'il participe aux auditions de la quatrième saison de Nouvelle Star. L’interprète enregistre le titre collectif J'irai chanter aux côtés notamment de Cindy Santos, Miss Dominique et Christophe Willem sur le label Sony BMG. Écrite par Marie-Jo Zarb, Laura Marciano et Simon Caby, la chanson atteint la 8e place des classements français. Elle est également no 19 en Belgique et no 35 en Suisse. Il atteint la demi-finale de cette édition du télé-crochet. À la suite de cette participation, il reçoit des propositions pour jouer dans des téléfilms, dans des comédies musicales ou pour enregistrer des singles. Il ne se retrouve pas dans ces projets et ne les accepte pas,.

### Premières compositions, premières scènes, premier album
Gael Faure débute sur scène en 2007 en présentant ses compositions. Pendant plus d'un an et demi, le chanteur travaille sur son premier opus avec Serge Khalifa, producteur indépendant. Il enregistre son premier album Jardin en ville avec la collaboration de Nadia Farès mais aussi avec de prestigieux musiciens comme Rob Harris et Matt Johnson. Il sort en août 2008,,. Enregistré à Paris et à Londres, Jardin en ville atteint la deuxième place des ventes d'album sur la plate-forme numérique Virgin et la cinquième place des ventes d'album de variété française sur iTunes Store.
Il est l'interprète de Nos blessures d'hier, le générique de la série Pas de secrets entre nous. Ce single est disponible à la vente en septembre 2008 sur le label M6 Interaction,,.
Le compositeur et interprète enchaîne avec beaucoup de scènes en France et en Belgique,. Il s'installe d'ailleurs un temps à Bruxelles.

### Deuxième album
En janvier 2012, le chanteur signe un contrat chez le label Jive Epic du groupe Sony Music Entertainment. Tété, Ben Ricour, Chet, Jean-Louis Piérot, Barcella mais surtout Fabien Bœuf travaillent avec Gael Faure dans le but de réaliser un deuxième album,. Précédé par les singles On dirait l'Islande et Tu me suivras, son deuxième album De silences en bascules sort en février 2014. Tu me suivras se classe no 37 (tip) du classement belge francophone.
Gael Faure et Laurent Lamarca sont récipiendaires en mai 2015 du « prix du centre des écritures de la chanson » remis par Les Voix du sud dans le cadre des Rencontres d'Astaffort. À cette occasion, l'Ardéchois rencontre Pierre Souchon et par la suite la famille Souchon. Il est l'un des interprètes du single Vole porté par Pierre Souchon.
Toujours chez Jive Epic, sortent en mai 2017 le single La saison qu'il a écrit avec Bastien Lallemant et le titre Éreinté en décembre 2017. qui précède la sortie de l'album studio Regain (le 26 janvier 2018),. Il retrouve régulièrement sur scène Pierre Souchon, Alain Souchon et Charles Souchon — connu sous le pseudonyme d'Ours — autour d'un répertoire qu'ils ont choisi. En octobre 2017, sort l'album Pops d'Ours sur lequel figure Comment faire ? composé par Gael Faure avec des paroles d'Ours. Le single Comment faire ? se classe à la 17e place de l'Ultratip en Belgique francophone.
Après avoir quitté Sony Music qui lui demandait des titres mieux adaptés pour passer sur les radios, il projette en 2019 un spectacle mêlant littérature, danse et chanson créé à partir des écrits de Jean Giono. Le projet nommé Le bruit du blé ne se concrétise pas en raison de la pandémie de Covid-19.Il sera joué pour la première fois, à Marseille, 
le 14 août 2020.

### Troisième album
En janvier 2018 sort le troisième album Regain produit par Renaud Letang. Gael Faure co-écrit les paroles des treize titres en collaboration avec notamment Pierre et Charles Souchon, Piers Faccini ou Benoît Dorémus. Regain reçoit un Coup de Cœur chanson 2018 de l'académie Charles-Cros.
En septembre 2021 sort son EP L'Eau et la Peau, sur le label indépendant Zamora, porté par le single Renoncer,,.